# Lingvist
Lingvist е адаптивна платформа за езиково обучение, достъпна в международна публична безплатна бета версия от 2014 г.
Към май предлага начални курсове по английски, испански, френски, немски, руски, бразилски португалски, нидерландски, италиански и естонски, налични в различни езици.

## Образователен модел
Софтуерът на Lingvist анализира различни текстови източници, като субтитри или статии, за да определи честотата на думите на даден език. Lingvist се адаптира към нивата на умения на потребителите и се опитва да ги научи бързо, като започне с най-подходящите думи. Въпреки че има препратки към граматиката, основният метод на Lingvist не е в преподаването на граматика, а в преподаването на езика, тъй като той се използва естествено.

## История и развитие
Lingvist е съоснован през 2013 г. от Майт Мюнтел – естонски физик, участващ в екипа, който идентифицира частицата Хигс бозон в CERN, От Ялакас и Андрес Керн.
През 2014 г. компанията набира 1 милион евро от SmartCap, Nordic VC Inventure и други инвеститори, за да разработи инструмента.
Lingvist обявява през юни 2015 г. допълнително финансиране от 1,6 милиона евро от Европейския съюз като част от програмата „Хоризонт 2020“.
През ноември 2015 г. компанията набира 8 милиона щатски долара във финансиране от серия А, водено от японския гигант за електронна търговия и онлайн услуги Rakuten, с участието на инвестиционните фирми SmartCap, Inventure и съоснователя на Skype Яан Талин и бившия партньор на Atomico Джеф Прентис.
През март 2017 г. Lingvist обявява партньорството си с тайванската компания PChome.

## Признание и награди
През март 2013 г. Lingvist получава безвъзмездна помощ за Prototron от 9900 щатски долара за финансиране на техния първоначален прототип.
През март 2014 г. е избран от TechStars London Accelerator Program.
През октомври 2015 г. компанията е призната за „най-яркия стартъп“ от Наградите за предприемачество в Талин.
През февруари 2017 г. Lingvist завършва своя проект Horizon 2020 и получава допълнително финансиране от Rakuten. През юни същата година компанията получава наградата EdTechXGlobal All Stars Rise.